# 條帶底鱂
條帶底鱂，為輻鰭魚綱鯉齒目鯉齒亞目底鱂科的其中一種，為溫帶魚類，分布於北美洲美國新罕布夏州至墨西哥灣北部淡水、半鹹水流域，體長可達15公分，棲息在沿岸沼澤濕地、海灣、河口，生活習性不明，可做為觀賞魚。

## 擴展閱讀
維基物種上的相關：條帶底鱂